# Gregorio Lazzarini

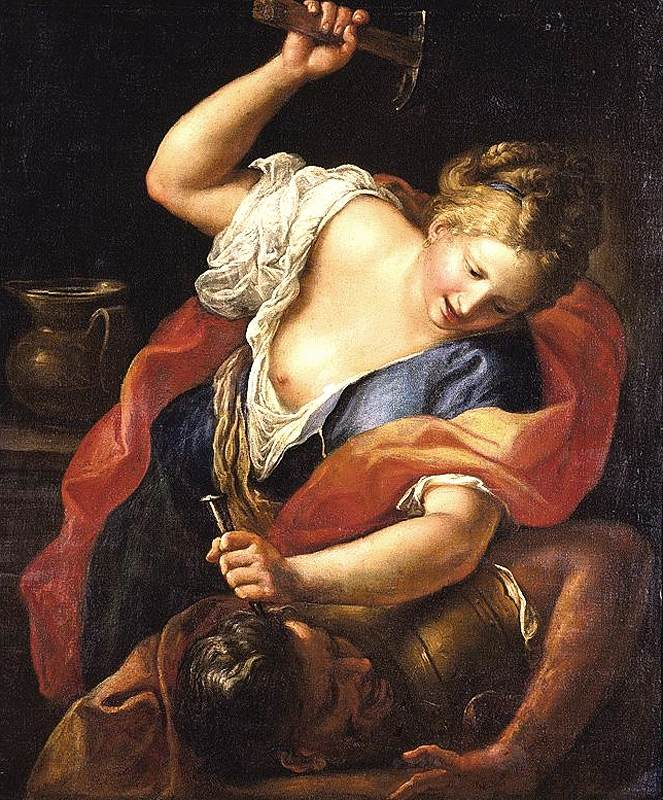
Gregorio Lazzarini, Giaele uccide Sisara

Gregorio Lazzarini, född 1655 i Venedig, död 10 november 1730, var en italiensk målare. Lärare till Giovanni Battista Tiepolo.